# 周杰倫
周 杰倫（ジェイ・チョウ、しゅう けつりん、Jay Chou、1979年1月18日 - ）は台湾出身の歌手、俳優、作曲家、作詞家。若者を中心に中華圏で絶大な人気を誇る。台湾で2000年11月にアルバム『Jay』でデビュー。現在は、中国、日本、韓国、東南アジアなどで活躍する国際的な歌手であり、楽曲提供、プロデュースなどもこなす。2022年の年収は約22億元（約451億円）で、芸能人（香港・台湾を含む）収入ランキング1位であった

## 人物
- 楽曲のジャンルは、C-POP、 ヒップホップ、リズム・アンド・ブルースと幅広い。クラシック調のメロディーや和楽器の音色にラップを織り交ぜることもある。また、中華テイストを取り入れた楽曲も多い。
- 幼少の頃からピアノ、チェロを習い、演奏楽器は他にヴァイオリン、ギター、ジャズ・ドラム等。コンサートでは琴、津軽三味線等の演奏も披露している。
- 楽曲の多くは方文山による作詞だが、一部は自身で作詞している。
- 歌詞の内容は、恋愛をテーマにしたも作品もあるが、おおよそ流行歌には無いものも多い（例えば「止戦之殤」の平和、「最後的戦役」の戦争、「懦夫」の麻薬乱用防止、「梯田」の環境保護、「陽光宅男」のオタク、「四面楚歌」のパパラッチ、「爸我回來了」の家庭内暴力、「双刀」の武術、「三年二班」のスポーツ、「愛在西元前」や「上海1943」の世界史など）。父・母・祖父母など家族をテーマにした楽曲も多い。
- 「七里香」「忍者」「簡単愛」「一路向北」など日本を舞台にしたPVも多く、歌詞の一部分に日本語の使われた曲もある。
- 「七里香」「愛在西元前」「髪如雪」が入学試験に使用されている。「聴媽媽的話」「上海1943」「蝸牛」「愛在西元前」などの曲は小学校の音楽の教科書としても採用された[4][5]。
- 張芸謀（チャン・イーモウ）、劉偉強（アンドリュー・ラウ）、朱延平（チュー・イェンピン）、張学友（ジャッキー・チュン）、李連杰（ジェット・リー）等の大物著名人も彼の才能を絶賛している。
- 中学校物理科教員の父と小学校美術科教員の母のもとに生まれたが、13，4歳の時に両親が離婚（以来、母子家庭）。その頃から口数が少なくなった、とも言われている。
- 身長175cm、体重60kg、血液型O型[6]。
- 大好きなスポーツはバスケットボール。
- ヌンチャクが得意。
- 家族、友人をとても大切にする。祖母をPVに登場させたり、コンサートのステージ上に上げた事もある。2003年7月に発売されたアルバムCD《葉惠美》は、母親の姓名をタイトルとしている（周は父親の姓）。
- 台北市内に、アンティークショップ「omni by JFK」（友人との共同経営だったが、現在は外れた）、イタリアンレストラン「Mr.J義法厨房」（友人との共同経営だったが、2020年5月31日閉店[7]）、メンズブティック「PHANTACi」（100％本人出資）を経営しており、企業家としての一面も。
- チャリティー活動に積極的で、経済的に恵まれない家庭の子供を対象にした学業援助プロジェクトなどに協力している。
- 2007年より映画監督にも挑戦している。
- 私立淡江高級中学音楽科卒業。大学には進学していないが、「合格できなかった」と雑誌『天下』の「成長論壇」で答えている。
- 好きな日本人ミュージシャンは久石譲、久保田利伸、椎名林檎、他。
- 手品ができる。[8]
- 絶対音感を持つ[9]。
- 米タイム、英デイリー・テレグラフ、中チャイナデイリーなどで「アジアのポップの王」と称されている[10][11][12]。

## 来歴
1997年、呉宗憲（ジャッキー・ウー）が司会を務める素人参加番組に、同級生の伴奏としてピアノを演奏したところ、呉が音楽的才能を見抜き、音楽界に進む事を勧めた。しかし呉は、周杰倫の容姿を見てすぐに人気が出るとは考えなかった為、まずは作曲家として活動する事になった。
周杰倫の作曲した曲は、徐若瑄（ビビアン・スー）、王力宏（ワン・リーホン）など数々の有名な歌手に提供され、いずれもヒットし、その才能を示した。やがて、自ら作曲した曲をレコーディングしたところ、関係者の評判が良かった事から歌手デビューする事となり、2000年に『Jay』でデビュー。デビュー後は、逆に徐若瑄（ビビアン・スー）が「可愛女人」や「竜巻風」などの作詞を担当。独自のスタイルと洗練された楽曲で、たちまち人気歌手となる。歌手としてデビュー後も、引き続きイーソン・チャン、F4の周渝民（ヴィック・チョウ）、蔡依林（ジョリン・ツァイ）、S.H.E、陳冠希（エディソン・チャン）、羅志祥（ショウ・ルオ）、南拳媽媽、浪花兄弟、温嵐（ランディー・ウェン）、SUPER JUNIOR-M、陳小春（ジョーダン・チャン）、許茹芸（ヴァレン・スー）、江蕙（チァン・ホイ）、香港映画スターの劉徳華（アンディ・ラウ）、郭富城 （アーロン・クオック）、余文楽（ショーン・ユー）等、多数のアーティストに楽曲を提供している。2001年にリリースした2枚目のアルバム『范特西』においては、台湾のグラミー賞と言われている金曲獎にて、「最優秀作曲賞」、「最優秀プロデューサー賞」、「最優秀アルバム賞」の3賞受賞。その他数々の賞を各地で受賞。ミュージシャンとしてトップに上りつめる。デビュー時より、年に一枚アルバムを発売するというペースが続いている。
2003年には『TIME』誌の表紙を飾り、「NEW KIND OF ASIAN POP」と説明を添付した。
2005年、香港映画『頭文字D THE MOVIE』の主演で本格的な映画デビューを果たし、俳優業にも進出。日本では2006年2月5日・6日に東京国際フォーラムにおいて、初のコンサート『〜無與倫比〜Jay Chou Live Concert in Japan』を行った。2007年には、『言えない秘密』で映画監督デビュー。原作、主演、劇中音楽、主題歌も担当した。同年4月24日の上海でのコンサートでは、チケット5万6000枚を売り上げており、同会場でのジャッキー・チュンやアンディ・ラウの集客数を超え、過去最多集客数を記録している。
2008年、復旦大学傘下の英皇表演芸術学院で「芸術指導員」を務めることが決まる。学院側は当初客員教授として周杰倫を招きたいと考えたが、多忙な周には客員教授の仕事は無理だという事で、「芸術指導員」という形での依頼となった。なお、同学院では徐克（ツイ・ハーク）が客員教授に、李安（アン・リー）が名誉教授に任命されている。同年2月16日・17日には本人の夢が叶い、日本武道館でのコンサートを開催。武道館コンサートは中華系アーティストとしては鄧麗君（テレサ・テン）、王菲（フェイ・ウォン）につづき三人目。初日のチケットは即日30分で即完売。コンサートでは中島美嘉の「雪の華」のピアノ弾き語りや、津軽三味線演奏も披露した。同年5月、千山万水を公開した。
2009年、“台湾の星”として台北県の教科書で紹介されることが発表される。同年1月26日、旧正月の大型年越番組「春節聯歓晩会」に出演。周杰倫が出演した場面が、瞬間最高視聴率を記録。視聴率は95.6％であった。12月15日、米CNNテレビが発表した「アジアで最も影響力のある人物25人」の中で、台湾からは唯一周が選ばれた。他の24人には、大リーガーの松井秀喜選手、当時の首相鳩山由紀夫氏等が選ばれている。
2010年、『グリーン・ホーネット』で俳優としてハリウッド映画デビュー。セス・ローゲン、キャメロン・ディアスらと共演。かつて故ブルース・リーが演じたカトー役を演じる。同映画の主題歌も担当。同年、中国でのCM契約が33社となり、中華圏芸能人のCM数の新記録を達成した。そのうち8社の契約料は、「それぞれ1000万元（約1億4000万円）を超える」とされており、「ジェイはまるで動く札束印刷機」と中国メディアが報じている。同年5月29日、米ビジネス誌『Fast Company』が選ぶ「ビジネスシーンで最もクリエイティブな100人」に、米人気歌手のレディー・ガガやジェイ・Zとともに、周杰倫が中華圏の歌手として唯一選ばれた。歌手部門で選ばれたのはこの3名のみ。10月28日、フォーブス中国語版では、中華圏における「2010年もっとも有名なセレブリティ・ランキング」に、香港の成龍（ジャッキー・チェン）に続き、2位に周が選出された。3位以下には香港の俳優、劉徳華（アンディ・ラウ）、バスケットボールの姚明（ヤオ・ミン）選手、章子怡（チャン・ツィイー）らが続いた。
2011年3月20日には東日本大震災に向けたチャリティーオークション「救災兔gether-公益網拍」に参加している。周杰倫は東日本大震災の直後にも金額非公開で義援金を送っている（中華圏では災害のたびに義援金ランキング等が作られたり、売名と非難されたりするため、金額を非公開とする有名人が多い）。同年4月20日、『TIME』誌による「世界で最も影響力のある100 人」オンライン投票で、2位に選ばれる。6月26日、東京国際フォーラムでファンミーティングを開催。この日の収益は開催コストを除き、残りすべては東日本大震災の被災地救援のため寄付するとのこと。6月29日、パソコン世界大手の華碩電脳（ASUS）とのコラボレーションパソコンが中華圏17億人市場を狙って発売されることが発表される。ジェイが外観デザインを担当し、起動時やシャットダウンの音に彼の曲を使い、アルバム4枚も標準内蔵。
2019年9月16日に、配信シングル「泣かないと約束したから」（ft.アシン）をリリースした。MVは日本で撮影され、渡邊圭祐と三吉彩花が出演した。このシングルがリリースされるとアクセスが集中し、QQ音楽のサービスが一時的にサーバーダウンした。2020年6月12日、「Mojito」（モヒート）がリリースされると、再びQQ音楽がサーバーダウンした。

## 関連人物・交友関係
- 山下智久 - 2025年、山下智久氏は周杰倫氏のコンサートを観覧したことを契機に交流を深め、同年には中華民国および日本を共に訪問されました。また同年、山下氏は周杰倫氏の香港公演において、スペシャルゲストとして出演されました。
- 田中千絵 - ジェイの大ヒット曲「七里香」のPVでジェイの相手役の女性として出演。
- リア・ディゾン - ジェイの大ファンだと公言しており、ジェイが出演および主題歌を担当した映画『王妃の紋章』の記者会見に花束ガールとして登場。
- ジェット・リー - 自身の主演映画『SPIRIT』（2006年）の主題歌をジェイに制作してもらうよう熱望してそれが実現した。日本公開版ではプロデューサーのビル・コンの要請で日本のバンドHIGH and MIGHTY COLOR「罪」に差し替えられたが、DVD化された際にはジェイの曲「霍元甲」に戻された。また、同じくジェット・リー主演の映画『海洋天堂』（2010年）の主題歌「説了再見」もジェイが担当した。
- 親友とされる劉耕宏（ウィール・リュウ）とは、それぞれのPVである「彩虹天堂」と「楓」で共演している。
- コービー・ブライアント - CMで共演。ジェイが歌うCMテーマソング「天地一斗」でも共演している[34]。
- EXILE - 東京ドームでEXILEのツアーコンサートのステージに登場して、「Real Valentine」をコラボした。[35]

## 音楽作品

### 通常盤
台湾でのデータ
1. 《Jay》(ジェイ)2000年11月6日
2. 《范特西》(ファンタジー)2001年9月14日
3. 《八度空間》(エイト・ディメンションズ)2002年7月18日
4. 《葉恵美》(Ye Huimei)2003年7月29日
5. 《七里香》(月橘)2004年8月3日
6. 《11月的蕭邦》(November's Chopin)2005年11月1日
7. 《依然范特西》(Still Fantasy)2006年9月5日
8. 《我很忙》(僕はとっても忙しい)2007年11月1日
9. 《魔杰座》(CAPRICORN)2008年10月15日
10. 《跨時代》(The Era)2010年5月18日
11. 《驚嘆号》(感嘆号)2011年11月11日
12. 《12新作》(Opus 12)2012年12月28日
13. 《哎呦，不錯哦》(Aiyo, Not Bad)2014年12月26日
14. 《周杰倫的床邊故事》(Jay Chou's Bedtime Stories) 2016年6月24日
15. 《最偉大的作品》(グレイテスト・ワークス・オブ・アート) 2022年7月15日

### ベストアルバム
日本でのデータ
1. 「イニシャル・J」(Initial J)　2005年08月31日
2. 「2024 来日記念 ALBUM「CARNIVAL」」2024年04月03日

### PV
- 劉畊宏「彩虹天堂」（2005年）

## 出演作品

### 映画
- ジェイ・チョウを探して 尋找周杰倫（2003年、香港） - カメオ出演・主題歌
- 頭文字D THE MOVIE（2005年、香港） - 主演 藤原拓海 役
- 王妃の紋章 満城尽帯黄金甲（2006年、中国） - 第2王子元傑（ユエン・ジェ）役・主題歌
- 言えない秘密 不能説的・秘密（2007年、台湾） - 主演 シャンルン 役・監督・脚本・主題歌・作曲
- カンフー・ダンク! 功夫灌籃（2008年、台湾 中国 香港合作） - 主演 シージエ 役、主題歌
- トレジャー・オブ・エンペラー 砂漠の秘宝 刺陵（2009年、台湾） - 主演 チャオ・フェイ 役・主題歌・作曲
- 酔拳 レジェンド・オブ・カンフー 蘇乞兒（2010年、香港） - 武神 役
- グリーン・ホーネット The Green Hornet （2011年、USA） - カトー 役、エンディング曲"Nunchucks/ヌンチャク"提供
- ブラッド・ウェポン 逆戰（2012年、香港） - 主演 ジョン 役
- 天臺（2012年、台湾） - 主演・監督・脚本・主題歌・作曲
- グランド・イリュージョン 見破られたトリック Now You See Me 2 （2016年、USA) - リー 役
- 1万キロの約束 一萬公里的約定 （2016年、台湾) - 小倫 役
- 叱咤風雲（2021年、台湾） - 杰秀人 役

### テレビドラマ
- パンダマン -近未来熊猫ライダー- 熊猫人〜Pandamen〜（2010年、台湾） - 企画、監督、出演

### バラエティ番組
- Mr.J頻道（2010年）
- 最強大腦 (第一季)（2014年）
- 大魔術師（2014年）
- 最強大腦 (第二季)（2014年）
- 中國好聲音 (第四季)（2015年）
- 最強大腦 (第三季)（2016年）
- 中國新歌聲 (第一季)（2016年）
- 最強大腦 (第四季)（2017年）
- 中國新歌聲 (第二季)（2017年）

### 中国中央電視台春節聯歓晩会
1. 2004年 龍拳
2. 2008年 青花瓷
3. 2009年 本草綱目 ft. 宋祖英
4. 2011年 蘭亭序 ft. 林志玲
5. 2018年 告白気球
6. 2021年 Mojito

## 受賞歴
- 2001年 金曲奨　最優秀国語アルブム　Jay。 シンガポール新人アーティスト
- 2002年 金曲奨　最優秀国語アルブム　范特西（Fantasy）、最優秀作曲　愛在西元前、最優プロデューサー。MTV Video Music Awards Japan、最優秀アジアアーティスト。[38]
- 2004年、2006年、2007年、2008年、ワールド・ミュージック・アワード、Best-selling Artist/Asia。[39]

## 来日公演
- Jay Chou Live Concert in Japan
  - 2006年2月5日、東京国際フォーラム ホールA
  - 2006年2月6日、東京国際フォーラム ホールA
- Jay Chou World Tour 2008 in Japan
  - 2008年2月16日、日本武道館
  - 2008年2月17日、日本武道館
- Jay Chou Carnival World Tour in Japan
  - 2024年4月6日、Kアリーナ横浜
  - 2024年4月7日、Kアリーナ横浜

## CM/イメージキャラクター
- 2024年　リモワ[40]